# Пондърей
Пондърей (на английски: Ponderay) е град в окръг Бонър, щата Айдахо, САЩ. Пондърей е с население от 638 жители (2000) и обща площ от 7,2 km². Намира се на 648 m надморска височина. ЗИП кодът му е 83852, а телефонният му код е 208.